# Biserica „Mutarea moaștelor Sf. Nicolae” din Becicherecu Mic
Biserica „Mutarea moaștelor Sf. Nicolae” din Becicherecu Mic este un monument istoric aflat pe teritoriul satului Becicherecu Mic, comuna Becicherecu Mic.